# La Gauche forte
La Gauche forte est un club de réflexion interne au Parti socialiste créé en janvier 2013 par le député Yann Galut et la sénatrice Patricia Schillinger. Sa vocation est de constituer une cellule de riposte aux arguments du Front national et à la droitisation d'une partie de l'UMP. Il était composé de parlementaires, d'élus locaux et de militants et sympathisants du Parti socialiste.  
Son slogan était : « La Force, quand elle sert la Justice, est une vraie valeur de gauche ».
Visible jusqu'en 2015, le club n'a plus d'activité publique depuis 2017, avec la défaite de Yann Galut ou d'Alexis Bachelay aux législatives et le passage de Patricia Schillinger à LREM.

## Objectifs
Selon son fondateur, ce think tank a été fondé pour « réagir à la montée en puissance de la radicalisation de l’UMP, poursuivie pendant les législatives et lors de la campagne pour la présidence du parti de Jean-François Copé ». Dans son manifeste, paru dans le journal Libération du 23 janvier 2013, le collectif se définit comme « un pôle opérationnel de riposte qui rend coup sur coup, sur tous les sujets », et qui va « mener la bataille idéologique en première ligne pour stopper la progression des idées xénophobes dans le pays et renforcer les valeurs de gauche »,,. Il se positionne également comme un contrepoids à La Droite forte, une motion interne à l'UMP, ainsi qu'à d'autres clubs internes au PS comme La Gauche populaire. 
En outre, La Gauche forte affirme soutenir l'action du président de la République d'alors François Hollande en relayant de manière pédagogique sa politique sur le terrain et dans les médias. Enfin, elle élabore ainsi des propositions dans trois domaines principaux : en matière fiscale, en prônant des réformes fiscales ; la réaffirmation des valeurs républicaines et démocratiques, notamment à l'école, et la réappropriation par la gauche de la notion de patriotisme ; la nécessité de redonner confiance en la construction européenne. En novembre 2013, le collectif réunit la Ministre de la Justice Christiane Taubira et le Ministre de l'Intérieur Manuel Valls à l'Assemblée nationale pour une conférence sur les extrémismes.

## Prises de position
Le collectif publiait régulièrement des tribunes dans les grands quotidiens nationaux, notamment Libération et Le Monde. Ainsi, en octobre 2013, La Gauche forte dénonce dans les médias la volonté de l'UMP, à travers les propos de son président Jean-François Copé, de remettre en cause le droit du sol, qui permet l'acquisition automatique de la nationalité française pour les enfants nés en France de parents étrangers. Elle accuse publiquement ce dernier de s'aligner sur le programme présidentiel de Marine Le Pen. De même, les membres du collectif attirent l'attention sur l'existence d'une alliance locale entre le FN et l'UMP à Sorgues, où Marion Maréchal-Le Pen, députée du Vaucluse, est candidate sur la liste d'un conseiller municipal apparenté UMP. 
En février 2014, La Gauche forte publie un ouvrage intitulé Le Guide anti-FN. Dans cet ouvrage, les membres du collectif analysent le programme présidentiel de Marine Le Pen, et notamment ses propositions économiques, en tentant d'imaginer ce qui adviendrait si cette dernière était élue présidente. Le livre suscite de nombreuses réactions, venues tant de la presse de droite que de gauche. Le site d'information satirique Bakchich estime que les dérives dénoncées dans le livre ne sont pas uniquement le fait de personnalités du Front national ou de l'UMP mais aussi de membres du Parti socialiste, dont le Ministre de l'Intérieur Manuel Valls. 

## Principales personnalités

### Fondateurs du courant
- Yann Galut, député PS du Cher
- Patricia Schillinger, sénatrice PS du Haut-Rhin

### Personnalités signataires du manifeste
- Alexis Bachelay, député des Hauts-de-Seine
- Colette Capdevielle, députée des Pyrénées-Atlantiques
- Hugues Fourage, député de Vendée
- Geneviève Gosselin-Fleury, députée de la Manche
- Ronan Kerdraon, sénateur des Côtes-d'Armor
- Jean-Pierre Maggi, député des Bouches-du-Rhône

### Autres
- Marie-Anne Chapdelaine, députée d'Ille-et-Vilaine[12]

### Publications
- La Gauche forte, Le Guide anti-FN, Éditions Librio, février 2014, 109 p.